# Xibei

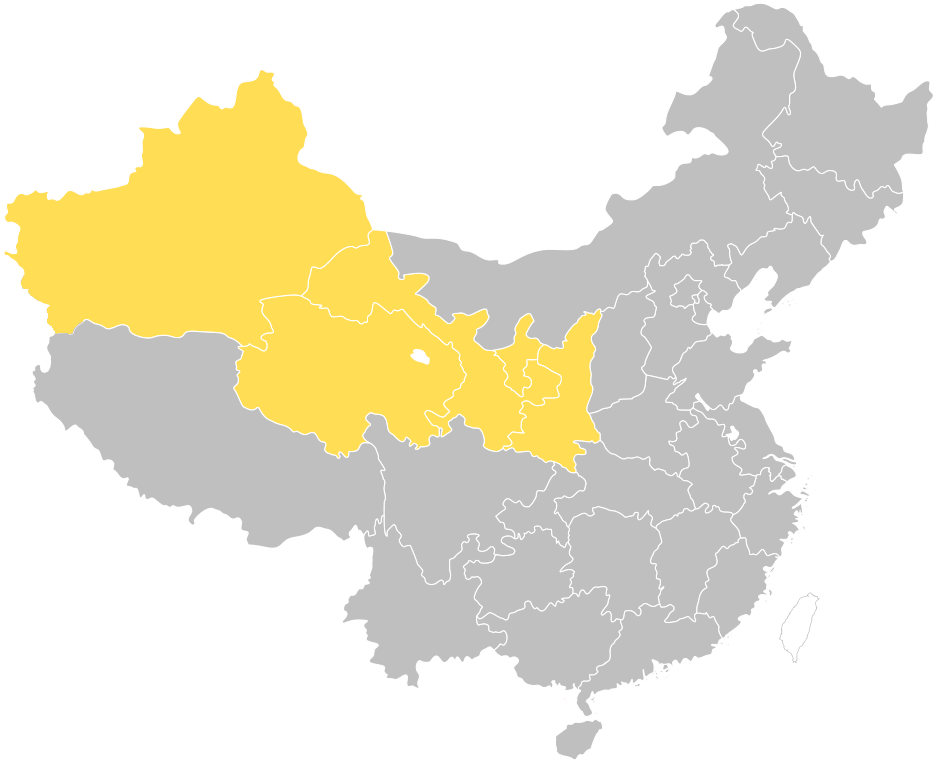
Nordwestchina (Xibei)

Xibei (chinesisch 西北, Pinyin Xīběi, kurz für: 西北地區 / 西北地区,  Xīběi Dìqū – „nordwestchinesisches Gebiet“) ist die chinesische Bezeichnung für den Großraum Nordwestchina bzw. die Nordwestchinesische Region.
Er umfasst die folgenden Verwaltungseinheiten auf Provinzebene:
1. Xinjiang (新疆,  Xīnjiāng)
2. Gansu (甘肃,  Gānsù)
3. Ningxia (宁夏,  Níngxià)
4. Shaanxi (陕西,  Shǎnxī)
5. Qinghai (青海,  Qīnghǎi)

Diese Provinzen und Autonome Regionen liegen alle westlich der Hēihé-Téngchōng-Linie und zeichnen sich zum größten Teil durch große Fläche bei geringer Bevölkerungsdichte aus. Zum Teil sind sie von nationalen Minderheiten bewohnt, wobei in den großen Städten meistens die Han-Chinesen in der Mehrheit sind.
Alle diese Gebiete liegen weit vom Meer entfernt und haben zum Teil sehr ausgeprägtes Kontinentalklima mit geringen Niederschlägen.